# Le Monde merveilleux de Disney
Le Monde merveilleux de Disney — The Wonderful World of Disney, aussi appelé Disneyland, Walt Disney Presents ou Le Monde Merveilleux en couleur de Walt Disney (Walt Disney's Wonderful World of Color) — est une émission d'anthologie hebdomadaire diffusée depuis le 27 octobre 1954, présentée par Walt Disney entre 1954 et son décès en décembre 1966, puis sans présentateur, jusqu'en 2005. Durant son histoire, elle est programmée et rediffusée sur de nombreuses chaînes américaines.
C'est l'un des programmes développés par le studio Disney au début des années 1950 pour American Broadcasting Company, en contrepartie du financement du parc à thème Disneyland, et qui est à l'origine de Walt Disney Television. L'un des autres projets est devenu l'émission quotidienne The Mickey Mouse Club.
Au Canada, l'émission est diffusée sur la CBC. Dès les années 1960, au Québec, sur la chaîne de Radio Canada, l'émission est programmée chaque dimanche sous le titre Le Monde Merveilleux de Disney.
En France, certaines productions télévisées de Disney sont remontées pour sortir en salles. Il faut attendre le milieu des années 1980 pour avoir la première émission régulière diffusant des programmes issus de The Wonderful World of Disney : Le Disney Channel dès le 26 janvier 1985 sur FR3, puis Disney Parade dès le 19 février 1989 sur TF1.

## Historique
En 1952, Walt Disney se lance dans un projet visant à construire le parc Disneyland, mais le premier budget nécessite plus de 7 millions d'USD, plus que ce que le studio peut débourser. Les chaînes se disputent alors la présence de Disney sur leurs antennes mais les négociations sont difficiles. Début 1954, après plusieurs mois de négociation, le Général Sarnoff, pdg de NBC s'apprête à signer le contrat avec Roy Disney venu spécialement à New York mais la direction de la chaîne demande encore du temps pour réfléchir au contrat. À peine sorti des locaux de NBC, dépité, Roy O. Disney se rend auprès de Leonard Goldenson, pdg d'ABC et négocie un contrat pour deux projets d'émissions. Le premier format d'émission est celui d'une anthologie, nommée Disneyland permettant de promouvoir à la fois le parc et les films ainsi que de réutiliser le catalogue du studio.
L'émission était à l'origine présentée par Walt Disney en personne et comprenait des dessins animés et d'autres formats, certains originaux et d'autres déjà présents dans les archives de Disney. Les émissions comprenait parfois des sections de près d'une heure de films récents de Walt Disney Pictures tel que Alice au pays des merveilles. Ce fait est important car cette programmation télévisée était la première d'un important studio cinématographique. À l'époque les studios craignaient que la télévision marque leur mort.

### Les années 1950
L'émission est lancée le 27 octobre 1954 sur le réseau ABC, en contrepartie d'un financement du parc à thème Disneyland d'où son premier nom, Disneyland,. Elle est diffusée le mercredi soir et comprend alors de nombreuses séquences présentant le parc, le monde imaginée par Walt Disney et des dessins animés. Les trois premiers sponsors de l'émission sont American Motors Corporation, American Dairy Association et Derby Foods, filiale de Nebraska Consolidated Mills connue pour son beurre d'arachide Peter Pan.
En 1955, l'émission lance une mini-série basée sur l'histoire de Davy Crockett, un authentique trappeur américain avec en vedette Fess Parker. La série Davy Crockett est un énorme succès et lance une véritable vague commerciale avec la vente de produits dérivés pour des millions de dollars. Le thème de la série, La Ballade de Davy Crockett devient le hit de l'année. Les trois épisodes historiques d'une heure sont diffusés fin 1954-début 1955 et sont suivis par deux épisodes plus romancés l'année suivante. Ces épisodes sortiront plus tard au cinéma sous la forme de deux films.

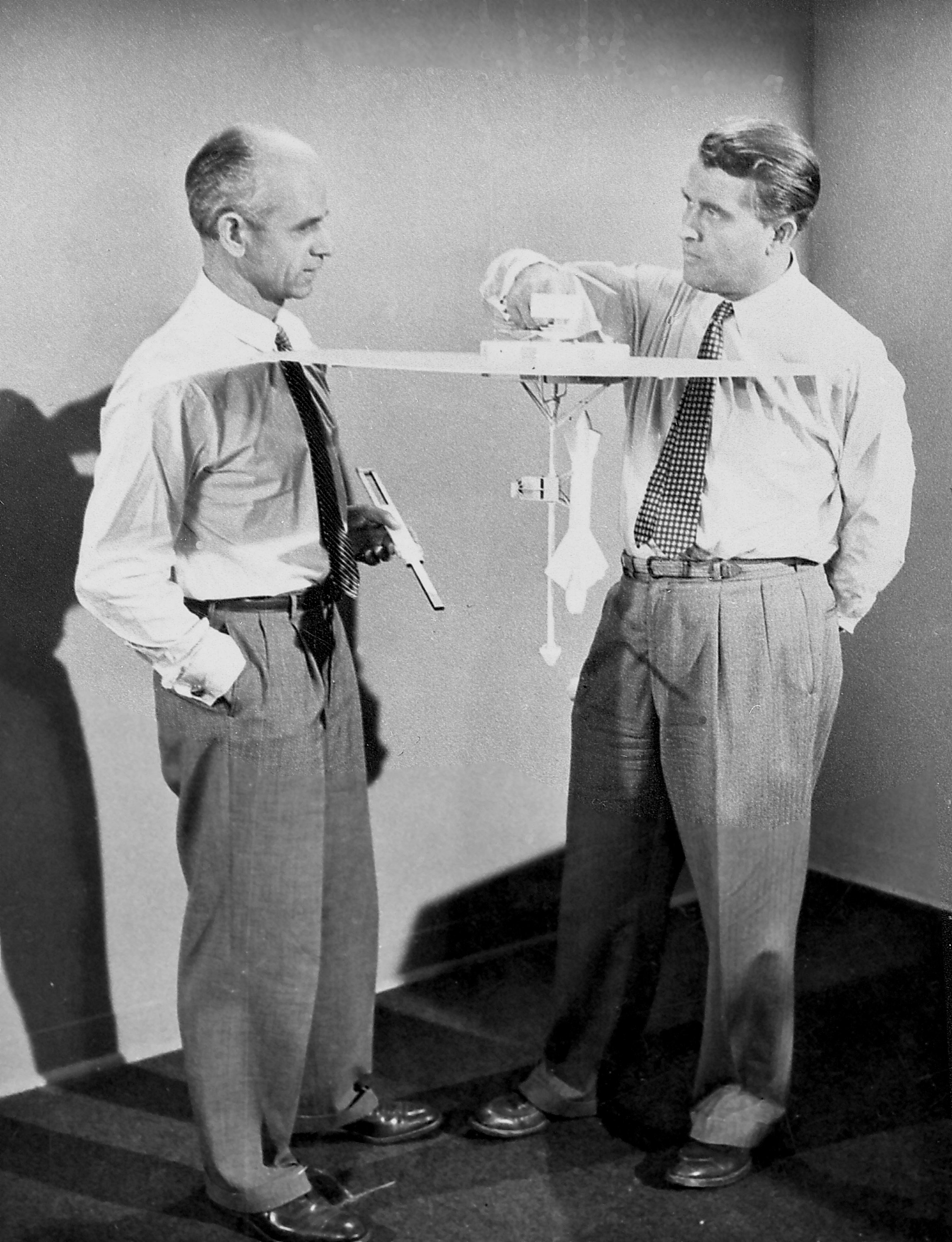
Wernher von Braun et Ernst Stuhlinger dans l'épisode Mars and Beyond (1957) de l'émission Disneyland.

Le 17 juillet 1955, une émission spéciale baptisée Dateline: Disneyland couvre en direct l'ouverture du parc Disneyland. Cet épisode est considéré comme un prolongement de la série mais est techniquement à part. Elle fut présentée par Walt Disney, Bob Cummings, Art Linkletter, Ronald Reagan et comprend de nombreux invités dont Fess Parker. Cette émission est disponible sur support DVD au sein de la collection Walt Disney Treasures sous le titre Disneyland USA.
D'autres émissions spéciales ont eu un certain succès tel que Man in Space et Man and the Moon en 1955, puis Mars and Beyond en 1957, toutes trois présentées par Wernher von Braun.
L'émission s'arrête le 3 septembre 1958 pour changer de nom et devient Walt Disney Presents à partir du 12 septembre 1958 et passe à une diffusion le vendredi soir.

### Les années 1960
NBC est alors confiant dans le succès de Disney et offre le financement de la moitié des épisodes, le fait que la diffusion en couleur des programmes Disney dope les ventes de téléviseurs couleur de RCA n'est pas étranger à l'affaire. L'émission Walt Disney's Wonderful World of Color est annoncée pour la rentrée 1961, et pour le bonheur de RCA les ventes de téléviseurs couleur ont augmenté dès avant la première diffusion.
Le 24 septembre 1961, la série change donc de réseau principalement en raison de la possibilité pour NBC de diffuser à l'époque les émissions en couleur. Dans un souci d'innovation et de prévoyance, Walt Disney avait enregistré la plupart des précédentes émissions en couleurs et elles purent être rediffusées en couleur sur NBC. Afin de mettre en avant cette nouvelle présentation colorée, l'émission est rebaptisée Walt Disney's Wonderful World of Color, nom qu'elle conservera jusqu'en 1969. Le premier épisode diffusé sur NBC était consacré aux principes de la couleur expliqué par un nouveau personnage, Donald Dingue, un professeur excentrique, oncle éloigné de Donald Duck. La voix originale de ce personnage était faite par Paul Frees. Cet épisode est aussi marquant par le fait qu'il comprend une séquence débutant en noir et blanc et qui après quelques explications passe en couleur.
Fin 1963, la seule programmation de Disney sur NBC reste l'anthologie qui débute avec la rediffusion de la série Davy Crockett.
Le décès de Walt Disney, le 15 décembre 1966, provoque des changements principalement pour l'émission qu'il présentait de manière hebdomadaire. Après quelque temps, NBC et le studio Disney s'accordent sur le fait que Walt ne peut être remplacé, l'émission perdant son présentateur au profit d'une voix-off et sa programmation change aussi. De nombreuses personnes étaient d'accord sur le fait que sa présence caractérisée par une chaleur et une personnalité populaire était irremplaçable. Rapidement les taux d'audience chutent mais la vente de l'émission à l'étranger et la réutilisation des archives permettent au studio de gagner de l'argent avec la télévision.
En 1969, l'émission phare Walt Disney's Wonderful World of Color change de nom pour The Wonderful World of Disney supprimant la mention de la couleur et reflétant le fait que la majorité des écrans de télévision américains soient en couleur. L'émission est toujours sponsorisée par Gulf Oil et voit la publication de six numéros d'un The Wonderful World of Disney Magazine vendu dans les stations-essence et contenant majoritairement des republications d'histoires des années 1950 du Walt Disney's Magazine. En parallèle, NBC et Disney s'associent pour produire un spectacle itinérant dans des salles pluridisciplinaires, intitulé  Disney on Parade dont la première représentation se tient à Chicago le 25 décembre 1969 suivie d'une tournée dans 22 villes sur 27 semaines,.

### Les années 1970
L'émission renoue avec le succès dès la saison 1970-1971 et NBC propose l'année suivante de prolonger le contrat jusqu'en 1976 avec des options jusqu'en 1978, soit une garantie de cinq ans de diffusion, une première à la télévision. La série fut rebaptisée The Wonderful World of Disney le 7 septembre 1969, continue à avoir de solides parts d'audience, souvent dans les vingt premiers jusqu'au milieu des années 1970.
À cette période, Walt Disney Productions accuse des revers de fortune avec une baisse de revenus aux box-offices. De plus la programmation par CBS de son émission 60 Minutes à partir de 1968 au même créneau horaire que The Wonderful World of Disney n'améliore pas les taux d'audience de Disney qui étaient déjà en baisse.
En 1975, la programmation change pour un créneau de deux heures permettant de diffuser des films plus long sans les découper sur plusieurs semaines. En 1978, deux numéros d'une publication baptisée The Wonderful World of Disney Digest sont publiés.
Une tentative de modernisation de l'émission est faite à l'automne 1979 mais elle est surtout cosmétique : le nom est raccourci en Disney's Wonderful World et le décor changé. Mais la baisse est essentiellement due au non-renouvellement du contenu en raison de l'absence de productions de courts métrages et de séries. L'émission devient alors très dépendante des sorties au cinéma et de classiques préférés par le public. Petit à petit, le public se lasse et les parts d'audience déclinent. Le 14 juillet 1979, le Boston Globe évoque des tensions entre Disney et NBC au sujet des mauvais résultats de l'émission Le Monde merveilleux de Disney, tensions qui s'achèvent en décembre 1980 par la décision de NBC d'arrêter la diffusion.

### Les années 1980
Le 31 décembre 1980, NBC annonce l'arrêt de l'émission pour la prochaine saison sans donner de raison hormis que le contrat prend fin en septembre 1981. CBS gagne le contrat de diffusion de l'émission à l'automne 1981, la renomme Walt Disney's Wonderful World et la programme le mardi soir au lieu du samedi,. Toutefois le contenu reste inchangé, ce qui n'améliora guère les taux d'audience. L'émission est alors diffusée durant deux années mais le succès n'est pas au rendez-vous et l'émission s'arrête en février 1983.
La fin de l'émission sur CBS en 1983 coïncide avec le début de la chaîne Disney Channel sur le câble. Bien que les taux d'audience soient un facteur important, la décision finale est revenue au pdg d'alors de Disney, E. Cardon Walker qui préféra arrêter l'émission sur CBS afin de ne pas cannibaliser la nouvelle chaîne et vice-versa.
En 1984, la société Disney change de direction et de nombreux changements interviennent. L'émission est relancée en 1986 sur ABC sous le nom The Disney Sunday Movie et avec un présentateur, Michael Eisner, alors PDG de Disney. Toutefois sa présence n'est pas comparable avec celle de Disney. L'émission est transférée à compter du 9 octobre 1988 sur NBC sous le nom The Magical World of Disney' avec une première présentée par Michael Eisner. Elle s'y arrête en 1990.

### Les années 1990
À partir du 23 septembre 1990, l'émission est rediffusée sur Disney Channel sous le titre The Magical World of Disney jusqu'en 1996.
Après le rachat par Disney du groupe ABC en 1996, l'émission a été relancée à partir du 28 septembre 1997 sur ABC sous le titre The Wonderful World of Disney mais a été reprogrammée le dimanche soir. Ce jour de diffusion est conservé jusqu'en 2003, date à laquelle l'émission passe le samedi soir et ce jusqu'en 2005.

### Les années 2000
À partir de 2005, l'émission arrête sa diffusion régulière en partie à cause des droits obtenu par la chaîne Starz. Le contenu est alors séparé sur plusieurs programmes des chaînes ABC, Hallmark Channel, ABC Family, Disney Channel et Cartoon Network chacun avec des contrats différents.
L'émission est régulièrement diffusée comme une série d'anthologie similaire à Hallmark Hall of Fame (en). Le réseau Telemundo diffuse elle la série de manière mensuelle en version espagnole sous le nom El Maravilloso Mundo de Disney.
Aux Etats-Unis, la série a été reprise depuis 2012, avec de nouveaux épisodes diffusés depuis lors.

### Re-programmation
La reprogrammation de l'émission sous le titre Walt Disney Presents sur Disney Channel était une "roue de secours" pour les périodes de transition. Cette version reprenait le même générique que l'émission des années 1980 de CBS et permettait de diffuser d'anciens dessins animés, des vieilles séries et des vieux films de Disney, de façon semblable à l'émission avant la création du câble. Lorsque Disney Channel décida de supprimer tous les éléments anciens le 9 septembre 2002, l'émission fut également supprimée. Toutefois quelques épisodes sont disponibles en VHS ou DVD.

## Format
Le format de l'émission est un rendez-vous hebdomadaire de 60 minutes, concept qui restera le même dans les années 1970 et jusqu'au début des années 1980. Le format original de l'émission consistait en un mélange de dessins animés, de films et de programmes informatifs ou éducatifs. La majeure partie de ces programmes informatifs a été créé pour la présentation de Disneyland ou des films en préparation comme Vingt Mille Lieues sous les mers (1954).
- Dateline : Disneyland le 17 juillet 1955, ouverture du parc à thème Disneyland[28]
- Operation Undersea le 8 décembre 1954, documentaire sur le film Vingt Mille Lieues sous les mers[29]

D'autres étaient orientés sur la découverte de l'art et des technologies de l'animation ou du cinéma. Les programmes originaux suivants ont traité des sujets historiques de manière souvent romancée au travers de mini-séries comme Davy Crockett, Texas John Slaughter, Elfego Baca, Le Renard des marais. Il y avait aussi des programmes sur la nature reprenant les épisodes de la série True-Life Adventures.
Ce format d'émission est resté le même jusqu'aux années 1980 mais avec de moins en moins de nouveaux éléments.
L'émission a été remodelée en 1986 mais essentiellement en incluant un "film de la semaine" orienté vers la famille.

## Les thèmes musicaux
- Durant les quatre premières années, la série utilise la chanson When You Wish Upon a Star (Quand on prie la bonne étoile) comme thème musical et cet enregistrement est le même que celui du film Pinocchio.
- De 1961 à 1969, une musique originale est utilisée nommée The Wonderful World of Color, écrite par Richard M. Sherman et Robert B. Sherman. Cette chanson par ses paroles aida à la compréhension de l'utilisation de la couleur.
- De 1969 à 1979, le générique se compose d'un pot-pourri de chansons empruntées à différents films et attractions de Disney.
- De 1979 à 1983, une version disco de la chanson précédente est créée par John Debney et John Klawitter.
- De 1980 à 1982, une version pop-disco au synthétiseur de When You Wish Upon a Star.
- De 1981 à 1983, une version disco courte de When You Wish Upon a Star, arrangée par Frank Gari, sert de thème pour un générique plus élaboré conçu par ordinateur. Durant cette période de trois ans, la télévision CBC Television au Canada continue d'utiliser sa propre version du générique et du thème.
- De 1983 à 1985, une version pop rock de When You Wish Upon a Star, arrangée par Frank Gari.
- De 1985 à 1986, une version mélodique orchestrée de When You Wish Upon a Star et de Old Yeller, arrangée par Frank Gari.
- De 1986 à 1996, une version pop rock au synthétiseur de When You Wish Upon a Star.
- In 1988, The Magical World of Disney utilise à la fois A Dream Is a Wish Your Heart Makes (tiré du film Cendrillon) et When You Wish Upon a Star.
- De 1990 à 1997, une version mélodique orchestrée de When You Wish Upon a Star et Part of Your World (tiré du film La Petite Sirène) quel que soit le réseau télévisuel.
- De 1991 à 1996, un pot-pourri pop rock de When You Wish Upon a Star et Winnie the Pooh chorus (tiré du film Les Aventures de Winnie l'ourson).
- De 1997 à 2002, un pot-pourri orchestré de When You Wish Upon a Star et A Whole New World (tiré du film Aladdin).
- De 2002 à 2007, une nouvelle version orchestrée de When You Wish Upon a Star avec un chœur sans paroles. Ce thème musical est encore celui de la version de CBC.
- En 2007, une nouvelle version orchestrée de When You Wish Upon a Star avec un nouveau générique est utilisé par ABC.

## Les différentes émissions
Voici par ordre chronologique les différentes émissions considérées comme étant Le Monde Merveilleux de Disney, avec leurs noms, leurs dates, jours et heures de diffusions. À partir de la fin des années 1980 plusieurs chaînes diffusent des versions de l'émission parfois sous des titres différents.
ABC : 
- Disneyland
  - 27 octobre 1954 – 3 septembre 1958: mercredi 7:30 p.m. – 8:30 p.m.
  - Spécial : Dateline : Disneyland - 17 juillet 1955
- Walt Disney Presents
  - 12 septembre 1958 – 25 septembre 1959: vendredi 8:00 p.m. – 9:00 p.m.
  - 2 octobre 1959 – 23 septembre 1960: vendredi 7:30 p.m. – 8:30 p.m.
  - 25 septembre 1960 – 17 septembre 1961: dimanche 6:30 p.m. – 7:30 p.m.

NBC:
- Walt Disney's Wonderful World of Color
  - 24 septembre 1961 – 7 septembre 1969: dimanche 7:30 p.m. – 8:30 p.m.
- The Wonderful World of Disney
  - 14 septembre 1969 – 31 août 1975: dimanche 7:30 p.m. – 8:30 p.m.
  - 7 septembre 1975 – 11 septembre 1977: dimanche 7:00 p.m. – 8:00 p.m.
  - 18 septembre 1977 – 23 octobre 1977: dimanche 7:00 p.m. – 9:00 p.m.
  - 30 octobre 1977 – 2 septembre 1979: dimanche 7:00 p.m. – 8:00 p.m.
- Disney's Wonderful World
  - 9 septembre 1979 – 13 septembre 1981: dimanche 7:00 p.m. – 8:00 p.m.

CBS:
- Walt Disney
  - 26 septembre 1981 – 1er janvier 1983: samedi 8:00 p.m. – 9:00 p.m.
  - 4 janvier 1983 – 15 février 1983: mardi 8:00 p.m. – 9:00 p.m.
  - 9 juillet 1983 – 24 septembre 1983: samedi 8:00 p.m. – 9:00 p.m.

ABC:
- The Disney Sunday Movie
  - 2 février 1986 – 6 septembre 1987: dimanche 7:00 p.m. – 9:00 p.m.
  - 13 septembre 1987 – 11 septembre 1988: dimanche 7:00 p.m. – 8:00 p.m.

NBC:
- The Magical World of Disney
  - 9 octobre 1988 – 2 juillet 1989: dimanche 7:00 p.m. – 8:00 p.m.
  - 9 juillet 1989 – 23 juillet 1989: dimanche 8:00 p.m. – 9:00 p.m.
  - 6 août 1989 – 25 février 1990: dimanche 7:00 p.m. – 8:00 p.m.
  - 4 mars 1990 – 15 avril 1990: dimanche 7:00 p.m. – 9:00 p.m.
  - 22 avril 1990 – 6 mai 1990: dimanche 7:00 p.m. – 8:00 p.m.
  - 27 mai 1990 – 22 juillet 1990: dimanche 7:00 p.m. – 9:00 p.m.
  - 5 août 1990 – 9 septembre 1990: dimanche 7:00 p.m. – 8:00 p.m.

Syndication:
- The Disney Saturday Movie
  - 30 septembre 1989 - 22 décembre 1990: samedi 6:30 p.m. - 8:30 p.m.
- Disney night of the Movies
  - 30 décembre 1990 - 21 mai 1995: dimanche 7:00 p.m. (durée variable)
  - 15 septembre 1995 - 27 décembre 1997: vendredi 6:00 p.m. - 8:00 p.m.

Disney Channel:
- The Magical World of Disney
- 23 septembre 1990 - 1er décembre 1996: dimanche 7:00 p.m. (durée variable)

ABC:
- The Wonderful World of Disney
  - 28 septembre 1997 – septembre 2003: dimanche 7:00 p.m. – 9:00 p.m.
  - septembre 2003 – septembre 2004: samedi 8:00 p.m. – 10:00 p.m.
  - septembre 2004 – septembre 2005: samedi 8:00 p.m. – 11:00 p.m. (durée variable selon la durée du film)
  - juin 2007 - août 2007: samedi 8:00 p.m. - 10:00 p.m.

## Adaptations francophones
Au Québec, l'émission est programmée chaque week-end à partir du 12 septembre 1965 à la ICI Radio-Canada Télé.
En France, les émissions Disney se limiteront à quelques émissions événementielles présentant des extraits de films comme: L'Ami public numéro un (1961-1978, RTF, ORTF, TF1), SVP Disney (1964-1986, ORTF, Antenne 2), Disney Dimanche (1979-1987, Antenne 2), Salut les Mickey (1983, TF1). Cependant, certaines productions télévisées de Disney seront remontées pour sortir en salles: Davy Crockett, roi des trappeurs, Le Justicier aux deux visages, et Signé Zorro. Il faudra attendre le milieu des années 1980 pour avoir la première émission régulière diffusant des programmes issus de The Wonderful World of Disney: Le Disney Channel. L'habillage et la programmation de l'émission sont empruntés à la chaîne américaine Disney Channel USA. De 1985 à 1988 sur FR3 seront diffusés principalement des séries des années 1960–1970 : Davy Crockett, L'Épouvantail, Le Renard des marais, Gallegher, etc. Il faudra attendre 1987 pour que l'émission propose des programmes plus récents. Puis dès 1989, TF1 récupèrera les droits de diffusion en proposant Disney Parade dont le générique est emprunté à The Magical World of Disney de NBC. Volonté affichée de l'émission: préparer le public français à la future ouverture du parc Euro Disney trois ans plus tard. Des téléfilms Disney relativement récents y seront programmés en deux parties sous le titre générique Le Monde merveilleux de Disney. Côté animation on découvrira des émissions spéciales pour les fêtes de noël, la fête des mères ou Halloween. L'émission prend fin le 27 décembre 1998, alors que la chaîne Disney Channel France émet depuis le 22 mars 1997 sur le satellite.